# 波米耶 (加来海峡省)
波米耶（法語：Pommier，法語發音：[pɔmje]）是法国上法蘭西大區加来海峡省的一个市镇，属于阿拉斯区。

## 地理
波米耶（50°11'2"N, 2°35'56"E）面积5.82 平方千米，位于法国上法蘭西大區加来海峡省，该省份为法国北部沿海省份，西北濒北海，南至索姆省，东临北部省。
与波米耶接壤的市镇（或旧市镇、城区）包括：巴约尔蒙、贝尔勒欧布瓦、比安维莱欧布瓦、安贝尔康、圣阿芒。

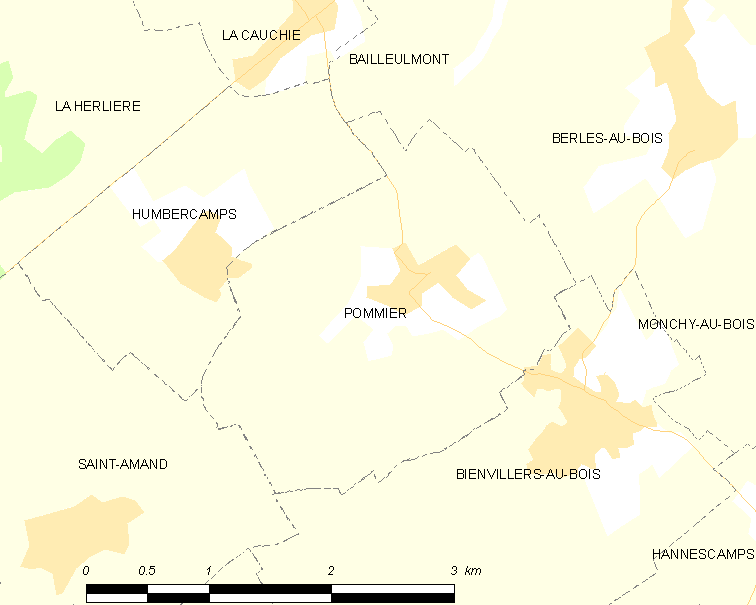
的OSM定位图

波米耶的时区为UTC+01:00、UTC+02:00（夏令时）。

## 行政
波米耶的邮政编码为62111，INSEE市镇编码为62664。

## 政治
波米耶所属的省级选区为阿韦讷勒孔特县。

## 人口

1962-2008年间人口变化图示

波米耶于2022年1月1日时的人口数量为241人。